# Asesinato de Marlene Oakes
Helen Marlene Oakes (7 de diciembre de 1954 - 11 de octubre de 1980), fue una mujer estadounidense que fue asesinada por su esposo en 1980. Restos parciales de su cráneo fueron encontrados cerca del hogar de la pareja poco después de su muerte, pero no fue identificada hasta el año 2001, cuando un examen de ADN mitocondrial confirmó la identidad de los restos.

## Trasfondo
Se sabe que Oakes mantenía un romance con un hombre, Glen St. Hillaire, quién vivía en su propiedad y que era empleado de su esposo, William "Bill" Major. Bill Major aparentemente "alentaba" esa relación. Llevaba casado con Marlene Oakes nueve años y se rumoreaba que él también estaba involucrado en una relación con otra mujer. Tenían dos hijos, Donald y LaLana. La pareja conoció a St. Hillaire luego de que su camioneta sufriera un desperfecto mientras viajaba desde Ohio hacia Texas. Poco después este se mudó a una casa rodante dentro de la propiedad.
 

"Sé lo que ví. [...] Le dije que no volviera a tocarme nunca más, y que si tocaba a Donald nuevamente, lo mataría. [...] Podría ser la mayor prostituta en las calles de Verona y ningún juez se atrevería a darle la custodia de mis hijos antes que a mí."
Entrada de Marlene en su diario luego de descubrir a su esposo abusando de su hijo.

Oakes, quién tenía un diario personal, escribió poco antes de su muerte que había atrapado a su esposo asaltando sexualmente a su hijo, Donald. Bill Major tenía una condena previa por abusar de dos niños en 1975. Hizo planes para sacar a sus hijos del hogar y llevarlos a otra parte. Supuestamente Major le había dicho a varias personas que mataría a Oakes si se atrevía a finalizar el matrimonio y compartió detalles de los pasos que tomaría para dejar su cuerpo no identificable. Oakes le dio su diario a St. Hillaire para asegurarse de que este sobreviva. Oakes escribió en su diario que Major había accedido a firmar los papeles de divorcio si el abuso no se hacía público. Oakes también escribió que si él decidía cambiar de opinión, le diría todo a su suegra, la madre de Major. También le informó a su hermana sobre sus planes de divorciarse y sobre el abuso de Donald.

## Desaparición y muerte
El 11 de octubre de 1980, Oakes y Major tuvieron una discusión y St. Hillaire abandonó la propiedad para dejar que las cosas "se calmen" un poco. Cuando regresó alrededor de la medianoche, la casa estaba en desorden. Bill Major había dejado a los niños en casa de un vecino pero le dijo a St. Hillaire que Oakes los había secuestrado y se había marchado con ellos. Luego le dejó varias armas de fuego a otro vecino y expresó su deseo de mudarse a Rhode Island, lugar del cual era originario. St. Hillaire se enteró de las mentiras de Major dos días después, enterándose de que los niños estaban en casa de un vecino y supo entonces que Oakes jamás abandonaría a sus hijos voluntariamente, lo que provocó que alertara a la policía.
No había evidencias de que Oakes hubiera llevado algo consigo, a excepción de su vehículo (el cual luego se creyó que había sido desechado en el Río Ohio), pero su licencia de conducir estaba en la residencia. Major le dijo a Donald y LaLana que su madre los había abandonado debido a problemas con drogas, alcohol y prostitución. Las autoridades inicialmente encontraron indicios que indicaban que las alegaciones de que Oakes pudiera haberse marchado debido a un matrimonio insatisfactorio eran posibles, pero las búsquedas realizadas en la propiedad no arrojaron resultados. En ese entonces, sí reconocieron que los detalles que ella había escrito en su diario eran motivo suficiente para su desaparición, pero no se encontraron signos de altercados en el hogar de la pareja. El diario mismo no presentaba evidencias suficientes para presentar cargos por asesinato. Sus registros dentales eran frecuentemente enviados a distintas agencias cuando un cuerpo femenino era encontrado coincidiendo con su descripción. Tanto St. Hillaire como Major negaban tener algo que ver con su desaparición. Los detectives le solicitaron a Major someterse a un examen de polígrafo pero este se negó y se mudó a Pawtucket en Rhode Island con su hijo y su hija. Mientras trabajaba, solía llevar a uno de los niños consigo y abusaba de ellos durante el horario laboral.
El 29 de noviembre de 1981, un cazador encontró restos parciales de un cráneo, sin los dientes, a casi 1,6 kilómetros de la residencia de Major, pero no pudo ser identificado hasta años más tarde. La causa de muerte se determinó que fue causada por múltiples disparos luego de un intenso examen. En ese entonces, los registros dentales eran la principal manera de identificar restos esqueléticos, pero como el cráneo no poseía sus dientes, no podía ser identificado, a pesar de especulaciones de que podría tratarse de Marlene Oakes. Eventualmente, los exámenes tradicionales de ADN se determinaron imposibles de realizar debido a las condiciones del hueso.
Bill Major se volvió a casar en 1981. Su segunda esposa reportó abusos sexuales y físicos a la policía en 1984 luego de que sus hijastros le contaran que también había amenazado con matarlos si alguno lo reportaba. Luego de ser confrontado, amenazó a LaLana a punta de pistola para que "mantuviera la boca cerrada". Fue arrestado y condenado en 1985. Cumplió condena durante 11 años, a pesar de una sentencia de 15. Donald y LaLana se mudaron con su abuela materna luego de su ingreso en prisión. Tras su liberación en 1996, supo que podría afrontar nuevos cargos por oficiales de Kentucky pero debido al derecho de prescripción y a "evidencia insuficiente", no se pudo realizar dicha acción. Otros dos niños confirmaron haber sido abusados sexualmente por Bill Major.
La madre de Oakes inmediatamente sospechó que Major estaba involucrado en la desaparición de su hija. Luego de ganar la custodia de los niños, le contó a LaLana sobre sus sospechas de que Oakes estaba muerta desde su desaparición. LaLana confrontó a su padre para preguntarle dónde estaban los restos de Oakes, indicándole que si le contaba, no iba a presentar cargos en su contra, para que su madre pudiera tener un funeral apropiado. Major le respondió "si piensas que voy a decirte dónde está enterrada tu madre, estás loca". Más tarde LaLana comenzó a investigar por su cuenta, mirando documentales en la televisión para aprender. Cuando tenía 20 años, la policía del Condado de Boone le dio acceso a sus archivos sobre el caso Oakes y empezó a entrevistar a los testigos. Intentó buscar los restos por sí misma pero no pudo encontrar nada.

## Identificación y condena
En 2001, LaLana proporcionó ADN para que se realizase una prueba de ADN mitocondrial que pueda compararse con los restos de cráneo sin identificar. El tipo de ADN era más fácil de obtener pero menos específico en cuanto a su información genética. El condado inicialmente se negó a pagar los casi $20.000 dólares que valía el examen, pero finalmente cambiaron de opinión. La hermana de Oakes se había ofrecido a aportar el dinero para su jubilación en caso de ser necesario para solventar los gastos. El resultado del examen concluyó que LaLana estaba maternalmente relacionada con la persona a la que pertenecían los restos.
El padre de Major dijo a las autoridades que su hijo le había confesado el asesinato mientras estaba en prisión, lo cual aborreció. Esta declaración por sí misma era insuficiente como evidencia, ya que la prisión no guardaba registros de las llamadas telefónicas de los internos y se notaba una "significante" animosidad entre los dos hombres. En marzo del 2000, el padre de Major permitió que la policía interviniera su teléfono mientras realizaba una llamada a Major, quién admitió su culpabilidad en el crimen. Major fue inmediatamente arrestado. Más tarde le confesó todo a la policía y admitió no sentir ningún remordimiento. La defensa de Major intentó utilizar el hecho de que había sufrido un derrame en 1995 que lo dejó "delirante." Major fue acusado formalmente en julio del 2001.
El jurado deliberó durante únicamente 45 minutos antes de emitir un veredicto de culpable luego de la conclusión del juicio, el 28 de julio de 2003. Fue sentenciado a cadena perpetua.

## En la cultura popular
- Un episodio de Cold Case Files titulado "Daddy Knows Best" (Papi lo sabe mejor) detalló el crimen en 2001.
- El show televisivo Forensic Files también describió el caso en un episodio de 2004 titulado "A Daughter's Journey" (El viaje de una hija).